# Joanne Cohn
Joanne Cohn es una astrofísica estadounidense conocida por su trabajo en cosmología y su papel en la creación del archivo e-print de ArXiv.org.

## Educación
Cohn se graduó summa cum laude de la Universidad de Harvard en 1983 con un bachiller en física. Hizo su doctorado sobre la teoría de supercuerdas en la Universidad de Chicago bajo la supervisión de Daniel Friedan y Stephen Shenker.

## Investigación
Cohn es miembro principal del Laboratorio de Ciencias Espaciales de la Universidad de California, Berkeley. Sus intereses de investigación se centran en la formación y evolución de galaxias. Recibió subvenciones del Departamento de Energía de los Estados Unidos y la Fundación Nacional para la Ciencia.
Entre 1989 y 1991, Cohn mantuvo una lista de correo electrónico para compartir prepublicaciones de física teórica, también conocidas como «e-prints». En 1991, Paul Ginsparg se ofrecería como voluntario para crear un sistema automatizado de intercambio de prepublicaciones que más tarde se convirtería en el arXiv.